# Corail (Haiti)
Corail este o comună din arondismentul Corail, departamentul Grand'Anse, Haiti, cu o suprafață de 108,51 km2 și o populație de 17.793 locuitori (2009).